# West Bath
West Bath – miasto w Stanach Zjednoczonych, w stanie Maine, w hrabstwie Sagadahoc.